# Фискална политика
Фискална политика' се бави начинима прикупљања новца у државну благајну и његовог трошења. Састоји се од пореске политике и политике јавних расходa. У време инфлације често се примењује контракциона фискална политика у виду повећаних пореза и смањења јавних расхода. У време економске депресије примењује се експанзивна фискална политика у виду смањења пореза и пораста јавних расхода.
Фискална политика утиче на приходе и потрошњу људи, помаже у одређивању алокације ресурса између приватних и колективних добара те утиче на подстицање инвестиција.

## Мере фискалне политике
Дискреционе мере фискалне политике: 
- јавни радови - примењују се када је рецесија дубока и дуготрајна, користе се за изградњу инфраструктуре те због свог мултипликационог ефекта. У кратком року се не примењују јер могу бити генератори инфлације
- пројекти јавног запошљавања - намењени су краткорочном запошљавању незапослених у јавном сектору, а мана им је што се такви радници тешко запошљавају у приватном сектору
- промене пореских стопа - у рецесији се пореске стопе смањују док се у инфлацији повећавају. Недостатак им је дуга законска процедура око њиховог доношења.
- аутоматски стабилизатори - инструменти фискалног система који делују тренутно, а од њих су најзначајнији аутоматска промена пореских прихода и плаћања трансферима